# Carl-Maria-von-Weber-Gesamtausgabe
Die Carl-Maria-von-Weber-Gesamtausgabe (Abkürzung WeGA) ist eine wissenschaftlich-kritische Ausgabe sämtlicher Werke des Komponisten Carl Maria von Weber, die im Verlag Schott in Mainz erscheint.

## Inhalt
Die Ausgabe, die von der Akademie der Wissenschaften und der Literatur in Mainz gefördert wird, hat zum Ziel, bis zum 200. Todestag Webers im Jahre 2026 seine sämtlichen Kompositionen, Briefe, Tagebücher und Schriften öffentlich zugänglich zu machen. Die Ausgabe wird etwa 50 Notenbände einschließlich Kritischer Berichte, 10 Bände Briefe, etwa 8 Bände Tagebücher, 2 Bände Schriften, ein Werkverzeichnis sowie mehrere Dokumentenbände umfassen. Alle Textteile – ausschließlich der Notentexte – werden zunächst als Digitale Edition publiziert.

## Arbeitsstellen
Die Edition wird unter der Leitung von Gerhard Allroggen an zwei Arbeitsstellen erstellt: in der Staatsbibliothek zu Berlin und am Musikwissenschaftlichen Seminar der Universität Paderborn an der Musikhochschule Detmold.